# Italienisch-Somaliland
Italienisch-Somaliland (italienisch Somalia Italiana) war eine italienische Kolonie am Horn von Afrika. Sie umfasste den Süden und die Mitte des heutigen Somalia, während dessen Norden als Britisch-Somaliland eine Kolonie Großbritanniens war.

## Geschichte

### Entstehung

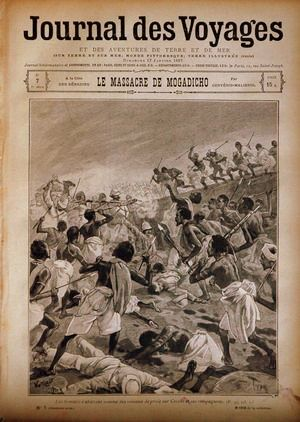
La-Foole-Massaker in Mogadischu 1896, aufgebrachte Somalier töten oder verwunden 100 Italiener

Nachdem die Deutsch-Ostafrikanische Gesellschaft (DOAG) schon Ansprüche auf die gesamte Somaliküste zwischen Aluula und Buur Gaabo erhoben hatte, aber unter Bismarck nicht entschieden weiterverfolgen konnte, nahm das Königreich Italien ab 1888 umfangreiche somalische Gebiete in Besitz. Im Dezember 1888 wurde ein Protektoratsvertrag mit dem Sultanat der Hobyo gegen das Majerteen-Sultanat von Bargaal geschlossen, im April 1889 ein Schutzvertrag auch mit dem Sultan von Bargaal. 1892 zwang Italien das Sultanat Sansibar, die an der somalischen Benadirküste unter sansibarischer Oberhoheit stehenden Hafenstädte Mogadischu, Merka, Warsheikh und Baraawe an Italien zu verpachten. Kismaayo fiel zunächst an Britisch-Ostafrika. 1893 kaufte Italien die Städte Merka, Warsheikh und Baraawe vollständig, 1905 schließlich auch Mogadischu.

### Entwicklung
In den ersten Jahren wurde Italienisch-Somaliland von privaten Kolonialgesellschaften verwaltet, die weitgehende Hoheitsrechte besaßen. Von 1893 bis 1895 oblag die Verwaltung der in Rom ansässigen Filonardi-Gesellschaft, von 1895 bis 1905 übernahm die Benadir-Gesellschaft diese Aufgabe. Weil die Benadir-Gesellschaft ihren vertraglichen Aufgaben bei der Bekämpfung der Sklaverei nicht nachkam, übernahm Italien die direkte Verwaltung des Protektorats.
1908 wurde Mogadischu Hauptstadt der neu eingerichteten italienischen Kolonie. Bis 1920 hatten die Briten in ihrem Somaliland-Protektorat, dem Norden des heutigen Somalia, den antikolonialen Aufstand des Mohammed Abdullah Hassan niedergeschlagen. 1924/25 wurde im Süden das Gebiet Oltre Giuba (samt Kismaayo) vom britischen Kenia an Italien übertragen und 1926 an Italienisch-Somaliland angegliedert, zum Dank dafür, dass Italien seine anfängliche Neutralität im Ersten Weltkrieg aufgegeben und auf Seiten der Entente sowohl in Europa als auch gegen die Deutsche Schutztruppe in den afrikanischen Kolonien gekämpft hatte. Von 1925 bis 1927 wurden die nördlichen Sultanate der Hobyo und Majerteen, die über ihre sehr früh abgeschlossenen Verträge mit Italien noch nicht unmittelbar dessen Kontrolle unterworfen waren, durch einen Kolonialkrieg unter Cesare Maria De Vecchi erobert. Dem von der faschistischen Regierung Italiens eingesetzten Gouverneur De Vecchi wird nachgesagt, er habe bei der Eroberung im Oktober 1926 das erste Kriegsverbrechen des faschistischen Italien begangen, als italienische Truppen in Merka einhundert Menschen in einer Moschee ermordeten.
Die Italiener überfielen 1935 von Somalia und Eritrea aus Äthiopien (Ogaden) (Abessinienkrieg). 1936 gliederten sie es ihrem Kolonialreich ein und bildeten aus Äthiopien, Eritrea und Italienisch-Somaliland die neue Kolonie Italienisch-Ostafrika. Die im Jahre 1941 siegreich einmarschierenden Briten hielten über eine Militärverwaltung die Kontrolle bis zum Jahr 1950.

### Entkolonialisierung
Auf der Potsdamer Konferenz wurde 1945 entschieden, dass Italienisch-Somaliland nicht an Italien zurückgegeben werden soll, gleichwohl wurde das Gebiet 1949 von der UN-Generalversammlung zum Treuhandgebiet unter italienischer Verwaltung erklärt. Die Somalische Jugendliga (SYL), eine politische Bewegung in Somalia, die eine sofortige Unabhängigkeit anstrebte, widersetzte sich erfolglos diesem Entscheid. Zwischen 1950 und 1960 konnten durch UN-Entwicklungshilfe einige Fortschritte erzielt werden, etwa im somalischen Bildungssystem, weshalb zum Gedenken an diese Unterstützung kurz vor der Entlassung in die Unabhängigkeit eine der Flagge der Vereinten Nationen nachempfundene neue Flagge eingeführt wurde. Nach der Unabhängigkeit und der Vereinigung mit Britisch-Somaliland am 1. Juli 1960 zur Republik Somalia wurde die Flagge übernommen. Sie dient auch im heutigen Somalia weiter als die offizielle Staatsflagge.

## Bevölkerung

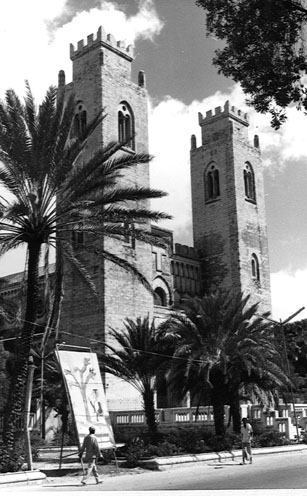
Kathedrale von Mogadischu

Vor allem unter Mussolini verfolgten die Italiener eine repressive Kolonialpolitik. Die einheimische Bevölkerung – insbesondere die somalischen Bantu – wurde zu Zwangsarbeit gezwungen, die somalische Kultur erniedrigt. Durch Diffamierung und Assimilierung der Clanführer sollte das traditionell Clan-basierte gesellschaftliche System (siehe Clansystem der Somali) zurückgedrängt werden. Die Kolonialmacht errichtete Bananen-, Baumwoll- und Zuckerplantagen und gründete einige Siedlungen. Auch wurden in dem mehrheitlich muslimischen Land christliche Missionierungsversuche unternommen und in Mogadischu die Kathedrale von Mogadischu gebaut, dies jedoch mit wenig Erfolg.
Die Wirtschaft wurde mit der Banca per l’Africa Orientale gefördert.

## Verwaltung
Italienisch-Somaliland war in acht Kommissariate gegliedert, die wiederum aus je drei bis fünf Regentschaften bestanden. Die Kolonialtruppen bestanden aus regulären Landtruppen, einem Marinekommando, Gendarmerie (Carabinieri), Polizei (Zaptié) und irregulären Hilfstruppen. Soldaten und Unteroffiziere waren überwiegend Somali, Araber und Eritreer.